# Midwest

Środkowy Zachód według United States Census Bureau, na tle mapy Stanów Zjednoczonych

Środkowy Zachód, także Środkowo-Zachodnie Stany Zjednoczone (ang. Midwest lub Midwestern United States) – nazwa stosowana w odniesieniu do amerykańskich stanów zlokalizowanych w środkowej i północnej części kraju.

## Ogólna charakterystyka
Według United States Census Bureau w skład Środkowego Zachodu wchodzi 12 stanów:
- Illinois,
- Indiana,
- Iowa,
- Kansas,
- Michigan,
- Minnesota,
- Missouri,
- Ohio,
- Nebraska,
- Dakota Północna,
- Dakota Południowa
- Wisconsin.

Stany tworzące Środkowy Zachód

Według danych United States Census Bureau w 2012 roku region zamieszkiwany był przez 65 377 684 osoby.

## Urbanizacja
Chicago jest największym miastem regionu i trzecim co do wielkości w USA. Innymi dużymi miastami Środkowego Zachodu są (w kolejności): Indianapolis, Columbus, Detroit, Milwaukee, Kansas City, Omaha, Minneapolis, Cleveland, Wichita i Saint Louis. Chicago wraz z przedmieściami tworzy największą metropolię z blisko dziesięcioma milionami mieszkańców, za którą znajdują się aglomeracje Metro Detroit, Minneapolis–St. Paul, St. Louis, Cincinnati, Cleveland, i Kansas City.